# Natação no Campeonato Europeu de Esportes Aquáticos de 2016 - 1500 m livre feminino
A prova dos 1500 metros livre feminino da natação no Campeonato Europeu de Esportes Aquáticos de 2016 ocorreu nos dias 20 e 21 de maio em Londres, no Reino Unido. 

## Calendário
| Fase          | Data       | Hora  |
| ------------- | ---------- | ----- |
| Eliminatórias | 20 de maio | 11:29 |
| Final         | 21 de maio | 16:02 |

Todos os horários estão no horário local (UTC+0)

## Recordes
Antes desta competição, os recordes eram os seguintes:
| Recorde mundial       | Katie Ledecky   | 15:25.48 | Cazã      | 4 de agosto de 2015  |
| Recorde europeu       | Lotte Friis     | 15:38.88 | Barcelona | 30 de julho de 2013  |
| Recorde do campeonato | Mireia Belmonte | 15:57.29 | Berlim    | 23 de agosto de 2014 |

Os seguintes novos recordes foram estabelecidos durante esta competição. 
| Data       | Prova | Nadadora       | Nacionalidade | Tempo    | Recordes              |
| ---------- | ----- | -------------- | ------------- | -------- | --------------------- |
| 21 de maio | Final | Boglárka Kapás | Hungria       | 15:50.22 | Recorde do campeonato |

## Medalhistas
| Ouro                 | Prata                 | Bronze            |
| Boglárka Kapás (HUN) | Mireia Belmonte (ESP) | María Vilas (ESP) |

## Resultados

### Eliminatórias
Esses foram os resultados das eliminatórias. 
| Pos. | Bateria | Raia | Nadadora              | Nacionalidade        | Tempo    | Notas |
| ---- | ------- | ---- | --------------------- | -------------------- | -------- | ----- |
| 1    | 2       | 4    | Boglárka Kapás        | Hungria              | 16:14.43 | Q     |
| 2    | 1       | 5    | Mireia Belmonte       | Espanha              | 16:14.74 | Q     |
| 3    | 2       | 3    | María Vilas           | Espanha              | 16:15.50 | Q     |
| 4    | 2       | 2    | Tjasa Oder            | Eslovênia            | 16:19.95 | Q     |
| 5    | 2       | 5    | Simona Quadarella     | Itália               | 16:26.45 | Q     |
| 6    | 1       | 3    | Adél Juhász           | Hungria              | 16:28.05 | Q     |
| 7    | 1       | 2    | Julia Hassler         | Liechtenstein        | 16:30.82 | Q     |
| 8    | 2       | 6    | Gaja Natlačen         | Eslovênia            | 16:31.56 | Q     |
| 9    | 2       | 0    | Fantine Lesaffre      | França               | 16:38.84 |       |
| 10   | 1       | 1    | Milena Karpisz        | Polónia              | 16:51.68 |       |
| 11   | 2       | 1    | Tereza Závadová       | Chéquia              | 16:51.71 |       |
| 12   | 2       | 8    | Alice Dearing         | Reino Unido          | 16:52.84 |       |
| 13   | 1       | 7    | Paulina Piechota      | Polónia              | 16:59.79 |       |
| 14   | 2       | 7    | Martina Elhenická     | Chéquia              | 17:08.01 |       |
| 15   | 1       | 8    | Nejla Karić           | Bósnia e Herzegovina | 17:43.58 |       |
| 16   | 1       | 4    | Sharon van Rouwendaal | Países Baixos        | DNS      |       |
| 16   | 1       | 6    | Diletta Carli         | Itália               | DNS      |       |

### Final
Esse foi o resultado da final. 
| Pos.              | Raia | Nadadora          | Nacionalidade | Tempo    | Notas                 |
| ----------------- | ---- | ----------------- | ------------- | -------- | --------------------- |
| Medalha de ouro   | 4    | Boglárka Kapás    | Hungria       | 15:50.22 | Recorde do campeonato |
| Medalha de prata  | 5    | Mireia Belmonte   | Espanha       | 16:00.20 |                       |
| Medalha de bronze | 3    | María Vilas       | Espanha       | 16:01.25 |                       |
| 4                 | 6    | Tjasa Oder        | Eslovênia     | 16:08.67 |                       |
| 5                 | 2    | Simona Quadarella | Itália        | 16:22.64 |                       |
| 6                 | 7    | Adél Juhász       | Hungria       | 16:22.69 |                       |
| 7                 | 1    | Julia Hassler     | Liechtenstein | 16:25.83 |                       |
| 8                 | 8    | Gaja Natlačen     | Eslovênia     | 16:26.08 |                       |

Legenda
| Recorde mundial       | Recorde mundial (World record)               |                       | Recorde africano                      | Recorde africano (African) |                                           | Q | Classificado por posição (Qualified) |
| Recorde do campeonato | Recorde do campeonato (Championship record)  | Recorde da América    | Recorde da América (Americas)         | q                          | Classificado por melhor tempo (Qualified) |   |                                      |
| Melhor marca do ano   | Melhor marca do ano (World leading)          | Recorde asiático      | Recorde asiático (Asian)              | DNS                        | Não largou (Did not start)                |   |                                      |
| Recorde nacional      | Recorde nacional (National record)           | Recorde europeu       | Recorde europeu (European)            | DNF                        | Não terminou (Did not finish)             |   |                                      |
| Recorde pessoal       | Recorde pessoal do atleta (Personal best)    | Recorde da Oceania    | Recorde da Oceania (Oceania)          | DSQ / DQ                   | Desclassificado (Disqualified)            |   |                                      |
| Recorde da temporada  | Recorde da temporada do atleta (Season best) | Recorde sul-americano | Recorde sul-americano (South America) | NM                         | Sem marca (No mark)                       |   |                                      |